# Martin Dobson
Pour les articles homonymes, voir Dobson.
Martin Dobson, né le 14 février 1948 à Rishton (Angleterre), est un footballeur anglais, qui évoluait au poste de milieu de terrain à Burnley et en équipe d'Angleterre.
Dobson n'a marqué aucun but lors de ses cinq sélections avec l'équipe d'Angleterre en 1974.

## Carrière
- 1966 : Bolton Wanderers
- 1966-1974 : Burnley
- 1974-1978 : Everton
- 1978-1983 : Burnley
- 1983-1985 : Bury  [1]

## Palmarès

### En équipe nationale
- 5 sélections et 0 but avec l'équipe d'Angleterre en 1974.

### Avec Burnley
- Vainqueur du Charity Shield en 1973.
- Vainqueur du Championnat d'Angleterre de football D2 en 1973.
- Vainqueur du Championnat d'Angleterre de football D3 en 1982.
- Vainqueur de la Coupe anglo-écossaise en 1979.